# آیروجت
آیروجت (انگلیسی: Aerojet) یک شرکت تولید راکت و پیش‌رانش موشک در آمریکا بود که در رانچو کوردووا، کالیفرنیا قرار داشت. این شرکت در سال ۲۰۱۳ با ویتنی راکتداین ادغام شد و شرکت آیروجت راکتداین تشکیل گردید. از تولیدات این شرکت می‌توان به آیروجت ژنرال ایکس-۸ اشاره کرد.